# Digitoxina
Digitoxina es un glucósido cardiaco. Tiene estructura y efectos similares a la digoxina (aunque los efectos son más duraderos). A diferencia de la digoxina (que se elimina del cuerpo a través de los riñones), esta se elimina a través del hígado, por lo que podría ser utilizado en pacientes con la función renal alterada o errática. Sin embargo, ahora se utiliza raramente en la práctica de la medicina occidental actual. Mientras que varios estudios clínicos controlados han demostrado que la digoxina puede ser eficaz en una proporción de pacientes tratados por insuficiencia cardíaca, la base de pruebas para la digitoxina no es tan amplia, a pesar de que se presume de que es igualmente eficaz.

## Toxicidad
La Digitoxina exhibe efectos tóxicos similares a la más comúnmente utilizada digoxina, a saber: la anorexia, náuseas, vómitos, diarrea, confusión, alteraciones visuales, y arritmias cardíacas.
Los fragmentos de anticuerpos de Antidigoxina, es el tratamiento específico para la intoxicación por digoxina, también son eficaces en la toxicidad grave de digitoxina.

## Historia
La primera descripción con fines medicinales de la utilización de la planta que la contiene, la Digitalis purpurea se remonta a 1775. El uso terapéutico moderno de esta molécula ha sido posible gracias a las obras del farmacéutico y químico francés Claude-Adolphe Nativelle (1812-1889), que en 1844 remitió una comunicación al Journal de Pharmacie acompañada de muestras de digitoxina amorfa y cristalizada. aunque no se le reconoció en el momento. En 1868 hizo una comunicación a la Académie de médecine de Bélgica, siendo laureado en 1872 con el premio Orfila de la Academia por su descubrimiento de la digitoxina y recibió la medalla y el premio de 6000 francos.
Durante algún tiempo, el compuesto activo no fue aislado. Oswald Schmiedeberg pudo obtener una muestra pura en 1875. . El primer análisis estructural fue hecho por Adolf Otto Reinhold Windaus en 1925, pero la estructura completa con una determinación exacta de los grupos de azúcar no se llevó a cabo hasta 1962.

## El uso en la ficción
La digitoxina se utiliza como el arma homicida en Cita con la muerte de Agatha Christie, Elizabeth Peters, Die For Love y CSI, episodio 19: "El origen del hombre". También fue utilizado como un veneno en "Uneasy Lies the Crown" en Columbo , temporada 9, episodio 5 (1990), "Affair of the Heart" en McMillan and Wife , Temporada 6, Episodio 5 (1977) y sobre Murder 101 : "College can be a Murder". También se utiliza en varios episodios de Murder She Wrote.
En la canción de The Decemberists, "The Rake's Song" en el álbum The Hazards of Love, el narrador mata a su hija por la alimentación de dedalera. Asimismo, en la novela de ciencia ficción VALIS (de Philip K Dick), el protagonista trata de suicidarse mediante digitoxina.